# Chiesa di Santa Maria Beltrade
La chiesa di Santa Maria Beltrade era una chiesa di Milano. Situata sull'attuale area di piazza Santa Maria Beltrade, fu demolita nel 1934.

## Storia
Sul fondatore della chiesa, edificata nell'836, esistono ancora diverse ipotesi: una prima sostiene la fondazione da parte di un certo conte Beltrado, mentre un'altra sostiene la fondazione da parte di una donna di nome Bertrade, possibilmente parente di Carlo Magno. Un'ultima ipotesi sostiene invece che la fondazione fu dovuta a Bertarido, re longobardo: dalle testimonianze dell'epoca si sa che la chiesa originaria era di forma circolare, da cui l'appellativo riscontrabile in alcuni monumenti di "Santa Maria Rotonda Bertrade".
Al 1576 risalgono alcuni ordini di rinnovo della chiesa, tra cui la costruzione di tre cappelle e il rifacimento dell'altare maggiore, lavori conclusi negli ultimi anni del secolo. La chiesa fu completamente restaurata nel 1717, per subire pesanti lavori di rifacimento nel 1814 e nel 1854. La chiesa, che fino alla sua demolizione era situata in una via omonima, fu soppressa nel 1927 e demolita nel 1936 assieme a tutto l'isolato che creava la via, creando l'attuale piazza di Santa Maria Beltrade.

## Architettura
Se la chiesa originale doveva avere una pianta centrale di forma rotonda, al XVI secolo la chiesa aveva una pianta rettangolare con aula ad unica navata con due cappelle laterali. L'edificio misurava 34 braccia milanesi di lunghezza e 17 di larghezza (circa 20 metri per 10). La facciata giuntaci dalle foto a fine '800 si presentava a capanna con tre pinnacoli: la chiesa aveva tre porte d'ingresso, ma all'epoca delle foto i palazzi avevano inglobato il portone sinistro, lasciando solo il destro e il centrale, che era sormontato da un rosone.